# Djurgårdens IF Fotboll 1972
Djurgårdens IF Fotboll spelade 1972 i Allsvenskan. Denna säsong kom man på en 7:e plats.
Med ett hemmapubliksnitt på 6 901 blev Anders Ahlström lagets bäste målskytt med 10 mål.
Höstderbyt mot Hammarby IF Fotboll vann Djurgården med hela 8-1, inför 10 468 åskådare, vilket blev det nya målrekordet fram till det nya rekordet 1990, då DIF vann med 9-1.